# Archichlora
Archichlora là một chi bướm đêm thuộc họ Geometridae.